# Boris Vallée
Boris Vallée (Verviers, 3 giugno 1993) è un ex ciclista su strada belga, è stato professionista dal 2014 al 2021.

## Palmarès

### Strada
- 2010 (dilettanti)

3ª tappa Sint-Martinusprijs Kontich (Kontich > Kontich
- 2011 (dilettanti)

Omloop der Vlaamse Gewesten
- 2013 (dilettanti)

Prologo Carpathian Couriers Race (Dohňany, cronometro)
Grand Prix Criquielion
- 2017 (Fortuneo-Vital Concept, quattro vittorie)

2ª tappa Tour de Bretagne (Belz > Louisfert)
5ª tappa Tour de Bretagne (Plestin-les-Grèves > Treffléan)
3ª tappa Ronde de l'Oise (Laigneville > Laigneville)
2ª tappa Tour de Wallonie (Saint-Ghislain > Le Rœulx)
- 2018 (Wanty-Gobert, una vittoria)

Classifica generale Tour of Taihu Lake

## Piazzamenti

### Classiche monumento
- Parigi-Roubaix

2014: ritirato
2016: ritirato
2017: 100º
2019: 59º

### Competizioni mondiali
- Campionato del mondo

Copenaghen 2011 - In linea Junior: 26º